# تامی بویر (بازیکن فوتبال)
تامی بویر (انگلیسی: Tommy Bowyer؛ ۱۳ فوریه ۱۸۹۵ – ۱۹۴۰) بازیکن فوتبال اهل بریتانیا بود.
از باشگاه‌هایی که در آن بازی کرده‌است می‌توان به باشگاه فوتبال استوک سیتی، باشگاه فوتبال گیلینگام، باشگاه فوتبال والسال، و باشگاه فوتبال لیتون اورینت اشاره کرد.